# Salvatore Visco

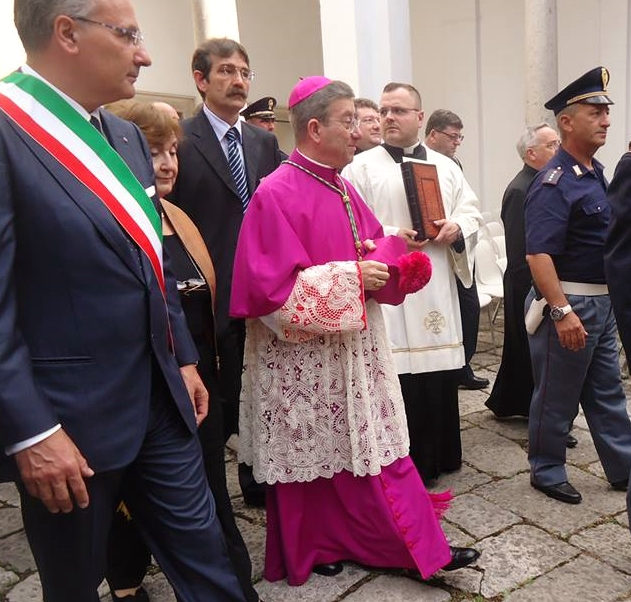
Empfang von Salvatore Visco als Erzbischof von Capua (29. Juni 2013)

Erzbischofswappen

Salvatore Visco (* 28. Juli 1948 in Neapel, Italien) ist ein italienischer Geistlicher und emeritierter römisch-katholischer Erzbischof von Capua.

## Leben
Salvatore Visco studierte Philosophie und Theologie in den Seminaren von Neapel und Pozzuoli. empfing am 14. April 1973 das Sakrament der Priesterweihe für das Bistum Pozzuoli. Ab 1984 war er zunächst als Pfarrer in Bagnoli tätig und anschließend als Religionslehrer in öffentlichen Schulen. 1994 wurde Visco Generalvikar des Bistums Pozzuoli.
Am 5. April 2007 ernannte ihn Papst Benedikt XVI. zum Bischof von Isernia-Venafro. Der Präfekt der Kongregation für die Bischöfe, Giovanni Battista Kardinal Re, spendete ihm am 2. Juni desselben Jahres die Bischofsweihe; Mitkonsekratoren waren der Bischof von Pozzuoli, Gennaro Pascarella, und der emeritierte Bischof von Pozzuoli, Silvio Padoin. Die Amtseinführung erfolgte am 24. Juni 2007.
Am 30. April 2013 ernannte ihn Papst Franziskus zum Erzbischof von Capua. Die Amtseinführung fand am 29. Juni desselben Jahres statt.
Papst Franziskus nahm am 11. Dezember 2023 das altersbedingte Rücktrittsgesuch von Salvatore Visco an.